# Graphite
Graphite é um formato de fontes compatível com Unicode desenvolvido pela SIL international. É baseado no formato TrueType; originalmente implementado para Windows, foi portado posteriormente para Linux e Mac OS X. De acordo com a página de desenvolvimento no SourceForge, o Graphite é distribuído nos termos da GNU Lesser General Public License e Common Public License, tornando-o software livre.